# Лилиенблюм, Мойше Лейб
Мойше Лейб Лилиенблюм (Мойше-Лейб Гиршевич Лилиенблюм; 1843—1910) — выдающийся еврейский писатель и общественный деятель.

## Биография
Родился в Кейданах Ковенской губернии. Первый учитель Лилиенблюма, отец его матери, проходил с ним сперва Библию и основы еврейской грамматики, а потом лишь Талмуд. С 12-летнего возраста Лилиенблюм учился в иешивах, сперва в Кейданах, затем в Вилькомире. Пытливый ум Лилиенблюма не удовлетворился одной талмудической письменностью; он изучал также средневековую философию и стал знакомиться с произведениями новейшей еврейской литературы. Как у большинства тогдашних «маскилим», первыми литературными опытами Лилиенблюма были стихи, и он ещё в 12-летнем возрасте написал поэму, в которой в стихотворной форме изложены были все 613 заповедей, а в 1866 г. в «Haarat we-tikunim», изданном обществом «Mekize Nirdamim», Лилиенблюм, впервые выступил в печати со стихотворением за подписью «Герлихтстзон» (как не приписанный к вилькомирскому обществу, Лилиенблюм в то время не имел ещё фамилии).
Чтобы прокормить семью, Лилиенблюм открыл в 1865 г. иешибот, где он за скромную плату преподавал Талмуд. Чтение «еретических» книг, устройство Лилиенблюмом маленькой библиотечки, в которой молодые люди знакомились с произведениями новоеврейской литературы, восстановили против него местных ревнителей. Ещё более усилилась борьба, когда 1868 г. появилась в «Гамелиц» нашумевшая работа Лилиенблюм «Пути Талмуда». Рассматривая (под влиянием «Зрубавель» Левинзона и More Nebuche ha-Zeman Крохмаля) Талмуд с исторической точки зрения, Лилиенблюм подчеркивал, что этот труд всецело проникнут духом реформы и его творцы всегда считались при религиозных постановлениях с изменяющимися условиями и требованиями жизни и Лилиенблюм призывает современный раввинат примирить религию с насущными потребностями жизни, отменить и реформировать многие постановления Шулхан аруха, ставшие обременительными при современных условиях жизни. Необходимость реформы, по мнению Лилиенблюма, тем настоятельнее, что только таким путем возможно укрепить в молодом поколении связь с религией, которую Лилиенблюм в то время рассматривал как единственную основу существования еврейской нации.
За этой статьей последовала другая, «Носафот» (Ha-Meliz, 1869). Против Лилиенблюма выступили с отдельными брошюрами («Maoz ha-Talmud» и «Maoz ha-Jam» Исаака Маргулиса, анонимная «Milchamah-be-Schalom») и рядом статей в «Ha-Meliz», в особенности в ортодоксальном «На-Lebanon». В Вилькомире положение Лилиенблюма стало ещё более критическим. Когда он в конце 1868 г. хотел приписаться к кейданскому обществу под фамилией «Герлихтсзон», местные заправилы отказались записать его под тем именем, каким подписана такая «еретическая» статья, как «Пути Талмуда». Тогда Лилиенблюм вместо «Герлихтсзона» избрал фамилию Лилиенблюм.
По совету друзей Лилиенблюм поехал в 1869 г. в Одессу подготовиться к поступлению в высшее учебное заведение. Крайне тяжелое материальное положение не дало ему в первые годы возможности осуществить этот план. Между тем, Лилиенблюм принимал деятельное участие в издававшихся тогда в Одессе «Ha-Meliz» и «Кол Мевасер» на идиш, редактором которого он состоял некоторое время, и издал (1870) сатирическую поэму «Kehal Refaim» (долина мертвецов), имевшую значительный успех. Живя в Одессе, Лилиенблюм ознакомился с произведениями радикальной русской литературы. «Что делать» Чернышевского и статьи Писарева произвели на него огромное впечатление. Он вскоре разуверился в возможности примирить религию с жизнью. Усвоив наиболее характерные черты реалистического мировоззрения Писарева и поставив в центре внимания идею полезности, идею того, что нужно, Лилиенблюм стал в резкую оппозицию к «хаскале» и её носителям, которые, по мнению Лилиенблюм, не менее были оторваны от реальной жизни, чем представители раввинизма, и вместо того, чтобы дать полезные, необходимые в жизни знания, проповедники «просвещения» одурманивали читателей риторическими упражнениями и никому не нужными филологическими изысканиями.
Выставленный Лилиенблюмом и в вопросах поэзии и искусства как единственный критерий позитивный утилитаризм проявился в наиболее законченном и последовательном виде в нашумевшей статье «Olam ha-Tohu», посвященной разбору романа Мапу «Ait Zabua». Идея всеобъемлющей культурной роли естествознания, определённо поставленная тогда прогрессивной русской мыслью, была всецело усвоена и Лилиенблюмом. Признавая естествознание самой животрепещущей потребностью современного общества, Лилиенблюм отказался от предложенной ему одним меценатом ежемесячной субсидии ввиду поставленного условия, чтобы он поступил на восточный факультет, а не на естественный (Derech Teschuba, 22). В 1876 г. вышла в свет aвтобиография Лилиенблюма, «Chatath neurim» (за подписью Zelafchad Bar Chuschim). Caм автор называет её «великой исповедью» (widui ha-Gadol), но она является исповедью не только «одного еврейского писателя», как сказано в оглавлении, а целого поколения переходной эпохи. Все затаенные мысли и мучительные сомнения молодой, пробуждающейся к новой жизни души, переданы с беспощадной прямотой и захватывающей искренностью. Простым, лишенным всякой риторики, но сильным языком произносится суровый приговор над устоями старой патриархальной жизни.
К тому же периоду относится и замечательная сатира Лилиенблюма, «Элиша бен-Абуя» (опубликована в Assefat-Chachamim), в которой автор устами древнего танны-еретика, прозванного «Ахером», излагает свои сокровенные мысли о проблемах жизни. В 1877 г., когда ввиду военного времени Лилиенблюм отправил семью обратно в Вилькомир, он приступил к осуществлению своей заветной мечты — подготовиться к экзамену на аттестат зрелости для поступления в университет.
Разразившиеся в 1881 г. погромы произвели переворот в мировоззрении Лилиенблюма. Он пришёл к заключению, что на евреев всегда будут смотреть как на «чужих», и возрождение еврейского народа мыслимо только на исторической земле предков. Лилиенблюм стал одним из приверженцев палестинофильского движения, основы которого он в том же 1881 году изложил в ряде статей, помещенных в «Рассвете» (вышли затем отдельным изданием, под заглавием «О возрождении еврейского народа на святой земле древних отцов», 1884). Вся дальнейшая общественная деятельность Лилиенблюма неразрывно связана с палестинофильским движением, так что его книга «Derech la-Abor Geulim», в которой дается история развития этого движения, является в то же время и автобиографией автора. Для пропаганды палестинских идей среди широких масс Лилиенблюм издал (в 1887 г.) на идиш сборник «Der judischer Weker», где помещена тенденциозная драма Лилиенблюм «Зрубавель».
Став поборником палестинофильской идеи, Лилиенблюм в своих воззрениях оставался верным принципу утилитаризма. Горячо отстаивая практическую колонизацию Палестины, он был убежденным противником духовного сионизма Ахад-ха-Ама, а в ряде критических статей (разбор сочинений Гордона в сборнике Meliz Echad mini Elef., 1885, статья Dibre Zemer, в Achiasaf, V), он отстаивает мысль Писарева, что поэзия только тогда имеет право на существование, когда она «приносит пользу», знакомит с реальными потребностями жизни и способствует их уразумению. В течение ряда лет Лилиенблюм состоял секретарем Палестинского общества и казначеем Одесского погребального братства.
В 1909 г., когда появились первые признаки его болезни (рак пищевода), Лилиенблюм стал работать над подготовлением полного (четырёхтомного) собрания своих сочинений. Первый том этого издания вышел лишь после его смерти (1910). Лилиенблюм является одной из наиболее типичных и ярких фигур периода «великого надлома». Его труды представляют значительный интерес для характеристики двух эпох в истории русского еврейства: эпохи 1860-х годов с их порывом к новой жизни и 1880-х годов, знаменующих собой крушение новых идеалов и последовавшее затем пробуждение и интенсивный рост национального движения. Лилиенблюм много писал и по-русски. Наиболее известные его работы: «О необходимости реформ в еврейской религии» («Восход», 1882, I—III; 1883, I, III); «Палестинофильство, сионизм и их противники» (1899); «Пять моментов в жизни Моисея» (1901).